# Thierry de Ganay
Thierry de Ganay est un producteur de cinéma français né le 30 juillet 1946 à Neuilly-sur-Seine où il est décédé le 5 janvier 2015,.

## Biographie
Thierry de Ganay est le fils du comte Philippe de Ganay et de Marie-Hélène Blanchy (remariée à Claude Bouchinet-Serreulles) et le petit-fils de Magdeleine Goüin. Sa sœur Christine de Ganay, épouse de Pal Sarkozy puis de Frank G. Wisner, est la mère d'Olivier Sarkozy. Il suit ses études dans le Sussex (Angleterre) et à l'École des Roches, près de Rouen.
Il épouse Frances Akin Spence, fille du neurochirurgien William Thornton Spence et petite-fille de l'avocat et banquier Harold V. Amberg, vice-président senior de la First National Bank of Chicago.
En 1972, il fonde « La PAC », une société internationale de production, dont il est le président. La PAC deviendra une des plus importantes productions publicitaires, primée de soixante-cinq Lions à Cannes et d'un Grand Prix pour le film publicitaire Perrier (réalisé par Jean-Paul Goude).
Il est également le fondateur et gérant de « Lambart productions », société de production de longs-métrages.
En 1992, il est nommé avec Patrice Leconte au British Academy Film Award du meilleur film pour le film Le Mari de la coiffeuse.
Il est décoré de l'ordre de la Légion d'honneur par décret du 31 décembre 2008.
Décédé le 5 janvier 2015 à Neuilly-sur-Seine, après une crise cardiaque, la cérémonie de ses obsèques se déroule à la chapelle Saint-Louis de l'École militaire, à laquelle assistent notamment son neveu Olivier Sarkozy et la compagne de ce dernier Mary-Kate Olsen. Il est inhumé à Courances.

### Collection d'œuvres d'art
Également collectionneur d'œuvres d'art, sa collection, constituée de peintures, dessins, sculptures, porcelaine et mobilier, comprenant notamment un secrétaire à abattant Louis XVI (attribué à Adam Weisweiler), des pièces du mobilier des salons des Palais de Fontainebleau et des Tuileries, des œuvres de Boilly, Cunego, Sauvage, Pillement, Mlle de Montpensier, Bertin, Lami, Frank-Will, Karl Reille, Corot, Helleu, Pauthe, Brunel-Neuville, Laurens, Jacquet, Favory, Arrue, Erté, Legueult, Mayodon Picasso, Marie-Laure de Noailles, Lapicque, Meissonier ou bien Messagier, fait l'objet d'une vente chez Christie's en novembre 2015.

## Filmographie
- 1987 : Traquée de Ridley Scott
- 1990 : Le Mari de la coiffeuse de Patrice Leconte
- 1992 : Le Zèbre de Jean Poiret
- 1992 : Le Batteur du Boléro de Patrice Leconte
- 1993 : Le Parfum d'Yvonne de Patrice Leconte
- 1996 : Les Grands Ducs de Patrice Leconte
- 2000 : Le Roman de Lulu de Pierre-Olivier Scotto
- 2007 : Les Dents de la nuit de Stephen Cafiero et Vincent Lobelle
- 2014 : Benoît Brisefer : Les Taxis rouges de Manuel Pradal